# Neotephria ramularia
Neotephria ramularia là một loài bướm đêm trong họ Geometridae.